# Matt Aitken (Spezialeffektkünstler)
Matt Aitken (geb. vor 1970) ist ein Spezialeffektkünstler, der 2010 für den Film District 9 sowie 2020 für Avengers: Endgame für den Oscar in der Kategorie Beste visuelle Effekte nominiert wurde.

## Leben
Er studierte an der Victoria University of Wellington, wo er einen Abschluss als Bachelor of Science in Mathematik erhielt. Danach ging er nach London, wo er an Middlesex University den Master of Science im Bereich Computergrafik machte. 1994 ging er zu der noch jungen Firma Weta Digital, wo er im Bereich digitale Effekte an Filmen wie The Frighteners und Contact arbeitete. 2001 bis 2003 war er in der Verfilmung der Herr-der-Ringe-Trilogie als Supervisor im Bereich digitale Modelle tätig.
Es folgten Filme wie Brücke nach Terabithia, Der Tag, an dem die Erde stillstand und District 9, in denen er jeweils als VFX Supervisor arbeitete. 
Er ist Mitglied der Academy of Motion Picture Arts and Sciences und der Visual Effects Society.

## Filmografie (Auswahl)
- 1995: Napoleon – Abenteuer auf vier Pfoten (Napoleon)
- 1995: Kein Oscar für Mr. McKenzie (Forgotten Silver)
- 1996: The Frighteners
- 1996: Der Überflieger (Jack Brown Genius)
- 1997: Contact
- 2001: Der Herr der Ringe: Die Gefährten (The Lord of the Rings: The Fellowship of the Ring)
- 2002: Der Herr der Ringe: Die zwei Türme (The Lord of the Rings: The Two Towers)
- 2003: Der Herr der Ringe: Die Rückkehr des Königs (The Lord of the Rings: The Return of the King)
- 2004: I, Robot
- 2005: King Kong
- 2006: X-Men - Der letzte Widerstand (X-Men: The Last Stand)
- 2007: Brücke nach Terabithia (Bridge to Terabithia)
- 2008: Der Tag, an dem die Erde stillstand (The Day the Earth Stood Still)
- 2008: Crossing the Line
- 2009: Avatar – Aufbruch nach Pandora (Avatar)
- 2009: In meinem Himmel (The Lovely Bones)
- 2009: District 9
- 2011: Die Abenteuer von Tim und Struppi – Das Geheimnis der Einhorn (The Adventures of Tintin)
- 2012: Der Hobbit – Eine unerwartete Reise (The Hobbit: An Unexpected Journey)
- 2013: Iron Man 3
- 2013: Der Hobbit: Smaugs Einöde (The Hobbit: The Desolation of Smaug)
- 2014: Der Hobbit: Die Schlacht der Fünf Heere (The Hobbit: The Battle of the Five Armies)
- 2016: Independence Day: Wiederkehr (Independence Day: Resurgence)
- 2018: Avengers: Infinity War
- 2019: Avengers: Endgame
- 2021: Eternals